# سنجاب پرنده پالاوان
سنجاب پرنده پالاوان (نام علمی: Hylopetes nigripes) نام یک گونه از سرده جنگل‌پر است.